# François Pinault
François Pinault (Les Champs-Géraux, 21 augustus 1936) is een Frans zakenman, miljardair, kunstverzamelaar en kunstmecenas. Hij is de oprichter van de zakenholdings Artémis en Kering.

## Levensloop
Pinault richtte zijn eerste bedrijf, een houthandel, op in 1962 en transformeerde dit tot een grote groep in de houthandelsector. Eind jaren tachtig diversifieerde hij zijn activiteiten in een aantal gespecialiseerde distributiesectoren en eind jaren negentig betrad hij de sector van de distributie van luxeartikelen. In 2003 gaf hij het stokje over aan zijn zoon François-Henri om zich te wijden aan zijn passie voor hedendaagse kunst.
Pinault en familie stonden in maart 2020 op de 27e plaats van de wereldranglijst van de Forbes Billionaires met een fortuin van 27 miljard dollar. Hij behoort tot de tien verzamelaars met de grootste, duurste collecties van hedendaagse kunst ter wereld.
De holding Kering controleert onder meer de luxemerken Alexander McQueen, Balenciaga, Brioni, Gucci, Puma en Yves Saint Laurent. De holding Artémis controleert op zijn beurt Kering maar ook het veilinghuis Christie's, het wijndomein Château Latour, ook een aantal andere wijngaarden waaronder Château-Grillet, de modehuizen Giambattista Valli en Courrèges, de voetbalploeg Stade Rennais, de uitgeverij Éditions Tallandier, het informatiemagazine Le Point en royaltymagazine Point de Vue.
Zijn kunstcollectie wordt beheerd door de Fondation Pinault die een eerste expositieruimte opende in april 2006 in het Palazzo Grassi in Venetië en aansluitend tijdelijke tentoonstellingen aanbood in het Punta della Dogana in hetzelfde Venetië in mei 2009. Beide gebouwen zijn daarbij eigendom geworden van Artémis. In 2021 opent een derde museumruimte in de gerenoveerde Bourse de Commerce in het centrum van Parijs, een locatie in eigendom van het Parijse stadsbestuur. De drie sites werden alle drie onder handen genomen en ingericht door de Japanse architect Tadao Ando.
Pinault is drager van het Kruis voor Militaire Heldhaftigheid, grootofficier in de Orde van de Ster van Italië en het grootkruis van het Legioen van Eer.